# Samsara (film, 2024)
Pour les articles homonymes, voir Samsara (homonymie).
Pour plus de détails, voir Fiche technique et Distribution.
Samsara est un film musical indonésien muet en noir et blanc, réalisé par Garin Nugroho, sorti en 2024. 

## Synopsis
Dans les années 1930 à Bali, Darta est un enfant pauvre qui travaille comme domestique pour la riche famille de Sinta, venue des États-Unis. En grandissant, l'amitié entre Darta et Sinta se mue en amour, mais les parents de cette dernière refusent sa demande en mariage. Désespéré, Darta croise un chaman qui lui parle du roi singe, lequel peut lui apporter la richesse en échange de son premier enfant.

## Distribution
- Ario Bayu : Darta
- Juliet Burnett : Sinta
- I Putu Bagus Bang Sada Graha Saputra : Roi Singe
- Valentine Payen-Wicaksono : Ibu Sinta
- Cok Sawitri
- Alit Aryani Willems
- Tara Anindya Butterly

## Production

### Développement
Le réalisateur Garin Nugroho a déclarer vouloir réaliser un film empreint de mysticisme et de réalisme magique, en recourant aux traditions et à la mythologie. Le film est muet mais mêle musique traditionnelle et musique électronique, et emploie également des marionnettes et des danseurs, avec une esthétique inspirée des années 1930, rappelant l'œuvre de Walter Spies.

### Fiche technique
- Scénario : Garin Nugroho
- Réalisation : Garin Nugroho
- Photographie : Batara Goempar
- Montage :
- Costumes : Retno Ratih Damayanti
- Musique : Wayan Sudirana, Gabber Modus Operandi
- Lieux de tournage : Bali
- Sociétés de production : Cineria Films, Garin Workshop, Lynxfilms, SET Film Workshop
- Format : noir et blanc ; 1.33 : 1 ; 35 mm ; Panavision
- Date de sortie : 2024

## Récompenses
- Festival du film indonésien 2024 : prix du meilleur réalisateur, de la meilleure photographie, des meilleurs costumes, de la meilleure musique originale[5]

## Projections en ciné-concert
Le film a été projeté en ciné-concert, avec des musiciens, à Singapour, à Yogyakarta, à Jakarta et à Perth.